# Freccia Vallone 1969
La Freccia Vallone 1969, trentatreesima edizione della corsa, si svolse il 20 aprile 1969 per un percorso di 222 km. La vittoria fu appannaggio del belga Joseph Huysmans, che completò il percorso in 5h31'00" precedendo i connazionali Eric De Vlaeminck e Eric Leman.
Al traguardo di Marcinelle furono 71 i ciclisti, dei 150 partiti da Liegi, che portarono a termine la competizione.

## Ordine d'arrivo (Top 10)
| Pos. | Corridore           | Squadra                   | Tempo    |
| ---- | ------------------- | ------------------------- | -------- |
| 1    | Joseph Huysmans     | Dr. Mann-Grundig          | 5h31'00" |
| 2    | Eric De Vlaeminck   | Flandria-De Clerck-Krüger | a 10"    |
| 3    | Eric Leman          | Flandria-De Clerck-Krüger | s.t.     |
| 4    | Walter Godefroot    | Flandria-De Clerck-Krüger | s.t.     |
| 5    | Eddy Merckx         | Faemino-Faema             | s.t.     |
| 6    | Roger De Vlaeminck  | Flandria-De Clerck-Krüger | s.t.     |
| 7    | Roger Rosiers       | Dr. Mann-Grundig          | s.t.     |
| 8    | Herman Van Springel | Dr. Mann-Grundig          | s.t.     |
| 9    | Georges Pintens     | Dr. Mann-Grundig          | s.t.     |
| 10   | Victor Van Schil    | Faemino-Faema             | s.t.     |